# Контейнеровоз класу Triumph
Клас Тріумф — це серія з 6 контейнеровозів, якими зараз керує японська судноплавна компанія Ocean Network Express (ONE). Кораблі мають максимальну теоретичну місткість 20 182 TEU.
Кораблі були замовлені компанією Mitsui OSK Lines (MOL) у 2015 році. Чотири кораблі були побудовані компанією Samsung Heavy Industries у Південній Кореї. Решта два були побудовані Imabari Shipbuilding в Японії та зафрахтовані у Shoei Kisen Kaisha.

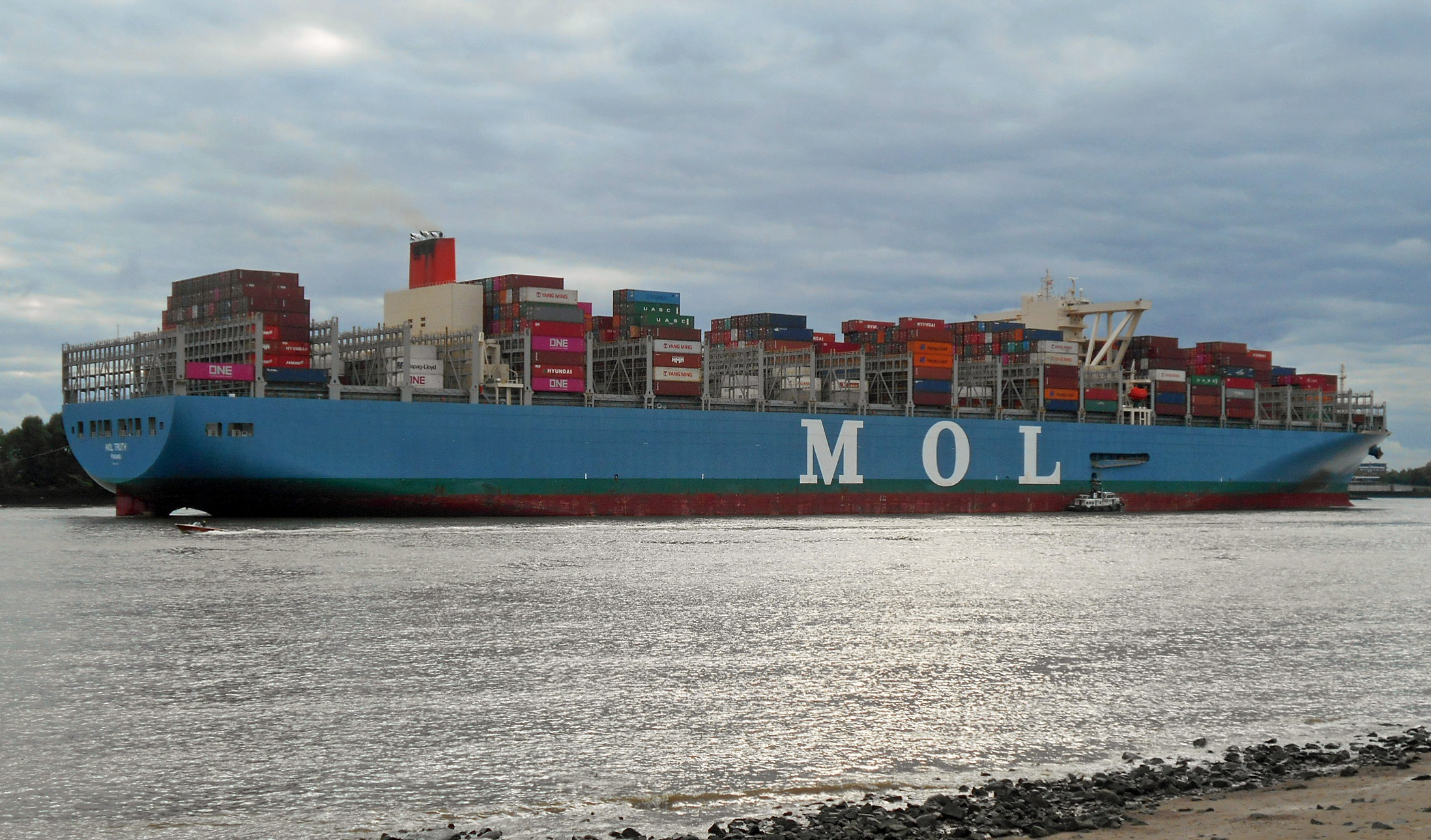
MOL Truth

## Список кораблів
| Корабель                                       | Номер двору                          | номер IMO                            | Доставка                             | Статус                               | посилання                            |
| Samsung Heavy Industries (20170 TEU)           | Samsung Heavy Industries (20170 TEU) | Samsung Heavy Industries (20170 TEU) | Samsung Heavy Industries (20170 TEU) | Samsung Heavy Industries (20170 TEU) | Samsung Heavy Industries (20170 TEU) |
| ---------------------------------------------- | ------------------------------------ | ------------------------------------ | ------------------------------------ | ------------------------------------ | ------------------------------------ |
| MOL Triumph                                    | 2167                                 | 9769271                              | 27 березня 2017 р                    | На обслуговуванні                    |                                      |
| MOL Trust                                      | 2168                                 | 9769283                              | 1 червня 2017 р                      | На обслуговуванні                    |                                      |
| MOL Tribute                                    | 2169                                 | 9769295                              | 10 липня 2017 р                      | На обслуговуванні                    |                                      |
| Традиція MOL                                   | 2170                                 | 9769300                              | 31 серпня 2017 р                     | На обслуговуванні                    |                                      |
| Верф Imabari Shipbuilding Saijo (20182 TEU)    |                                      |                                      |                                      |                                      |                                      |
| MOL Правда                                     | 8180                                 | 9773210                              | 31 жовт. 2017 р                      | На обслуговуванні                    |                                      |
| Верф Imabari Shipbuilding Marugame (20182 TEU) |                                      |                                      |                                      |                                      |                                      |
| MOL Treasure                                   | 1800 рік                             | 9773222                              | 31 січня 2018 р                      | На обслуговуванні                    |                                      |